# Clearwater River (Alberta)
Pour les articles homonymes, voir Clearwater.
La rivière Clearwater coule dans la province canadienne de l'Alberta. Cette rivière est d'une longueur de 203 km. Elle est un affluent de la Rivière Saskatchewan Nord et donc un sous-affluent du Fleuve Nelson.

## Source de la traduction
- (de) Cet article est partiellement ou en totalité issu de l’article de Wikipédia en allemand intitulé « Clearwater River (North Saskatchewan River) » (voir la liste des auteurs).